# Park Won-soon
Pour les articles homonymes, voir Park.
Park Won-soon (en coréen : 박원순), né le 26 mars 1956 dans le district de Changnyeong et mort le 9 juillet 2020 à Séoul, est un homme politique, militant et avocat sud-coréen qui occupe la fonction de maire de Séoul de 2011 jusqu'à sa mort en juillet 2020. Démocrate, il est élu pour première fois en 2011 et est réélu en 2014 et 2018.
Avant d'être élu maire, Park Won-soon est un militant pour la justice sociale. Il est membre de la Commission de vérité et réconciliation. Donateur politique réputé à Séoul, il fait des dons à des organisations politiques et à des think tanks qui ont plaidé pour des solutions de base aux problèmes sociaux, éducatifs, environnementaux et politiques.

## Biographie

### Jeunesse
Park Won-soon est né le 26 mars 1956 à Changnyeong (en Corée du Sud). Il est inscrit au lycée de Kyunggi en 1971 et obtient son diplôme en 1974.
Au début, il obtient son baccalauréat ès arts à l'Université nationale de Séoul, mais il est expulsé et arrêté pendant quatre mois pour une manifestation qu'il tient contre la dictature militaire du président Park Chung-hee. Plus tard, il obtient son baccalauréat ès arts à l'Université Dankook. Il a obtenu son diplôme en droit international à la London School of Economics de l'Université de Londres en 1991.

### Débuts de carrière
Park Won-soon travaille comme procureur au tribunal du district de Daegu dans la province du Gyeongsang de 1982 à 1983. De retour à Séoul, il se lance dans la pratique du droit privé. Il travaille comme avocat des droits de l'homme et défend de nombreux militants politiques dans les années 1980 et 1990.
En 1993, il est devenu chercheur invité dans le cadre du programme des droits de l'homme de la faculté de droit de l'Université de Harvard. En 1994, il est l'un des principaux fondateurs de l'organisation à but non lucratif Solidarité populaire pour la démocratie participative (PSPD), qui surveille les pratiques réglementaires du gouvernement et lutte contre la corruption politique.
En 2002, Park Won-soon quitte la PSPD pour diriger The Beautiful Foundation, un groupe philanthropique qui promeut le bénévolat et le service communautaire et s'attaque aux problèmes d'inégalité des revenus. À partir de 2005, Park a fait partie de la Commission de vérité et de réconciliation de la Corée du Sud pour aborder l'histoire des violations des droits de l'homme dans l'histoire coréenne depuis l'occupation japonaise en Corée en 1910, jusqu'à la fin du régime autoritaire avec l'élection du président Kim Young-sam en 1993.
En 2006, en tant qu'ancien de la Beautiful Foundation, il fonde le Hope Institute, un groupe de réflexion conçu pour promouvoir des solutions issues de suggestions de base pour des problèmes sociaux, éducatifs, environnementaux et politiques.
En tant qu'avocat, il gagne plusieurs affaires importantes, dont la première condamnation pour harcèlement sexuel en Corée du Sud. Il a également fait campagne pour les droits des femmes de réconfort.

### Maire de Séoul (2011-2020)

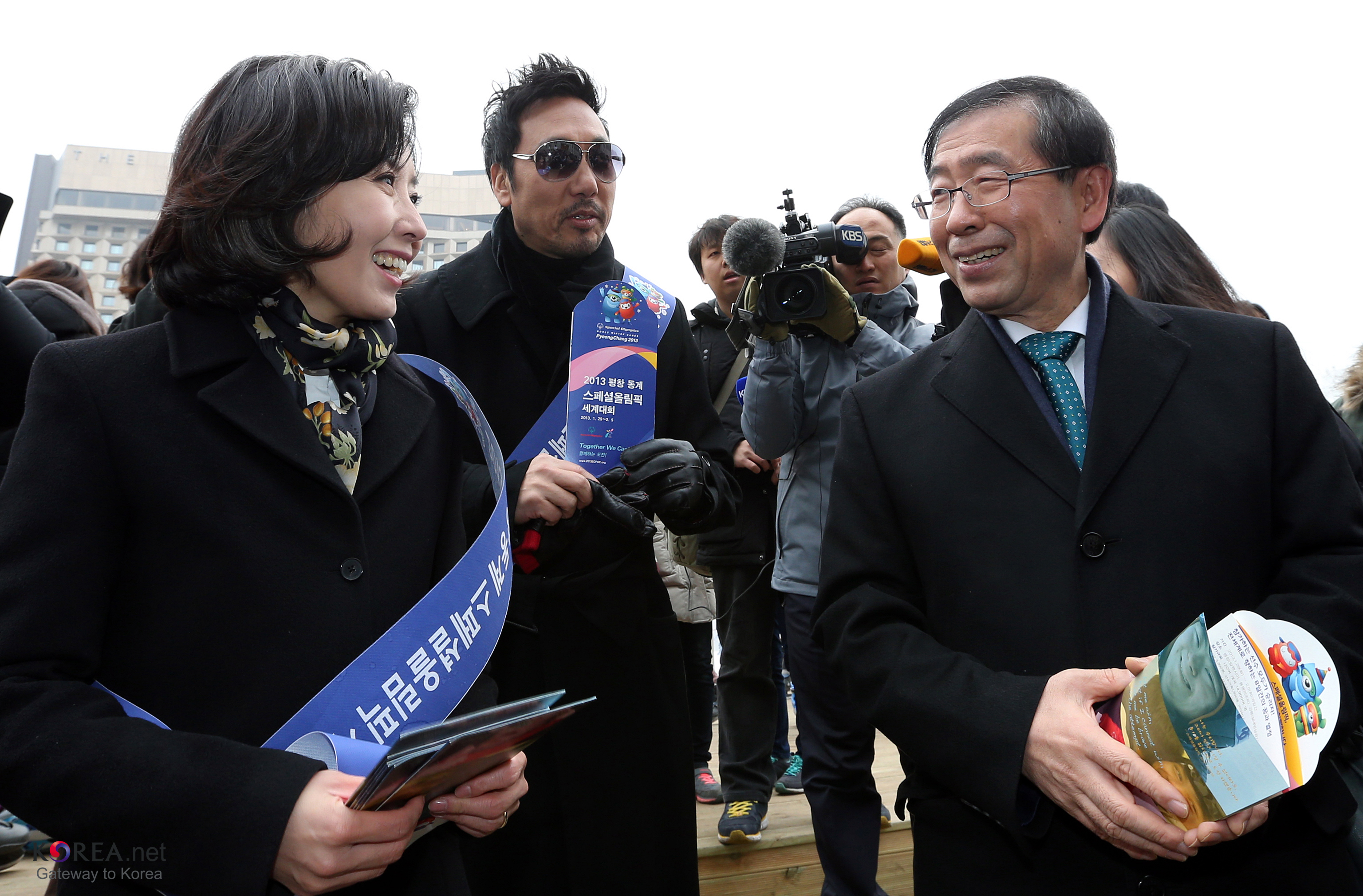
Park Won-soon discute des Jeux olympiques spéciaux d'hiver de 2013.

#### Campagne de 2011
Lors de l'élection du maire de Séoul le 26 octobre 2011, il est élu comme candidat indépendant avec le soutien du Parti démocrate et du Parti travailliste démocratique. La victoire de Park Won-soon est considérée comme un coup dur en particulier pour le Grand Parti national et la future candidature présidentielle de Park Geun-hye qui avait publiquement soutenu l'opposant, Na Kyung-won, et un triomphe pour l'indépendant Ahn Cheol-Soo, dont il a reçu le soutien.
Cependant, l'incapacité du Parti démocrate à présenter son propre candidat et le refus de Park Won-soon de le rejoindre après qu'il a reçu son approbation, ont servi à présenter Park Won-soon en tant que candidat indépendant des intérêts des deux partis établis,.

#### Mandat
Park Won-soon propose un match de football amical et de réunir un orchestre entre la Corée du Sud et la Corée du Nord.

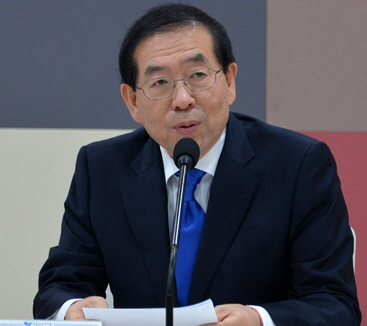
Park Won-soon en 2014.

Il fait l'éloge du système japonais d'administration territoriale lors de sa formation en prévention des catastrophes au Japon.
Début 2012, Park Won-soon est accusé d'avoir manipulé illégalement le projet de vérification de santé de l'armée pour envoyer son fils à un poste favorable. Cependant, après que son fils a passé un examen de santé publique, Park Won-soon et son fils sont déclarés innocents. Park Won-soon reçoit des excuses de ses accusateurs et déclare qu'il pardonne aux accusateurs. En février 2012, Park a rejoint le parti démocrate.
Le 20 septembre 2012, sous la direction de Park Won-soon, le gouvernement métropolitain de Séoul annonce son plan de promotion d'une vision de partage à travers le projet Sharing City Seoul. À la suite de la mise en œuvre réussie du plan, Park Won-soon est reconnu en Corée et à l'échelle internationale comme un leader du concept de ville de partage,,.
Le 14 avril 2013, la ligne 9, qui fait partie du métro métropolitain de Séoul, annonce une augmentation soudaine des tarifs. Mais Park Won-soon s'oppose à ce que le prix soit relevé sans négociation et avertit que si la société continuait, Séoul prendrait la direction de la société. Les responsables de la ligne 9 présentent leurs excuses aux habitants de Séoul. Le 4 juin 2014, Park Won-soon a été élu pour son deuxième mandat comme maire de Séoul.
Il est un critique de la présidente Park Geun-hye et participe à l'organisation d'énormes rassemblements contre elle dans le centre de Séoul, ce qui a conduit à sa destitution et à son éviction pour des accusations de corruption en 2017.
Le 13 juin 2018, Park Won-soon est élu pour son troisième et dernier mandat comme maire de Séoul.

### Vie privée
Park Won-soon est marié à Kang Nan-hee. Il reçoit le prix Ramon-Magsaysay en 2006.

### Mort
Le 9 juillet 2020, la fille de Park Won-soon signale son père comme porté disparu dans le district de Seongbuk à Séoul. Il aurait pris un congé de maladie ce jour-là et aurait été vu pour la dernière fois quatre à cinq heures avant d'alerter les autorités à 17 h 17, heure locale. Un jour avant sa disparition, Park Won-soon avait été accusé de harcèlement sexuel. Son téléphone portable a été signalé éteint et sa fille a trouvé une note qui ressemblait selon elle à un testament. Les autorités commencent à utiliser des chiens de sauvetage et des drones dans le district de Seongbuk. Vers minuit, son corps est retrouvé près de Sukjeongmun, dans le nord de Séoul,.